# John B. Page

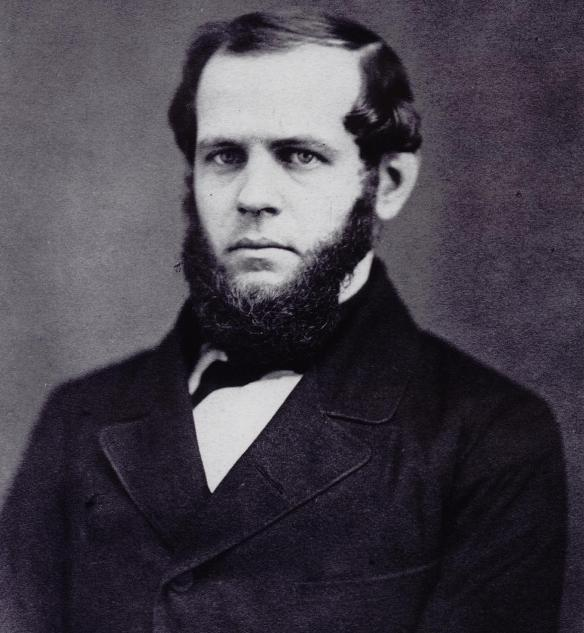
John B. Page

John Boardman Page (* 25. Februar 1826 in Rutland, Rutland County, Vermont; † 24. Oktober 1885 ebenda) war ein US-amerikanischer Politiker und von 1867 bis 1869 Gouverneur des Bundesstaates Vermont.

## Frühe Jahre
John Page begann im Alter von 16 Jahren als Kassierer bei der National Bank of Rutland zu arbeiten. Im Lauf der Zeit arbeitete er sich bis zum Präsidenten dieser Bank hoch. Page war auch in anderen Geschäftsbereichen tätig. Er wurde Präsident der Rutland-Eisenbahngesellschaft und Vizepräsident der Central Vermont Railroad. Gleichzeitig war er auch Teilhaber bei der Brandon Manufacturing Company, die Waagen und Messgeräte herstellte.  Darüber hinaus war er noch an verschiedenen anderen Firmen beteiligt.

## Politischer Aufstieg
Zwischen 1852 und 1854 war Page Abgeordneter im Repräsentantenhaus von Vermont. Nach der Gründung der Republikanischen Partei Mitte der 1850er Jahre trat er dieser bei. Während des Amerikanischen Bürgerkriegs wurde er von Präsident Abraham Lincoln zum Allotment Commissioner für Vermont ernannt. Seine Aufgabe war es, militärische Einheiten mit Soldaten aus Vermont zu besuchen und auf Wunsch deren Gehalt oder Teile davon an deren Angehörigen in der Heimat auszuhändigen. Gleichzeitig war er zwischen 1860 und 1866 Finanzminister von Vermont.

## Gouverneur von Vermont und weiterer Lebenslauf
Im Jahr 1867 wurde Page als Kandidat seiner Partei zum neuen Gouverneur seines Staates gewählt. Nach einer Wiederwahl im Jahr 1868 konnte er dieses Amt zwischen dem 13. Oktober 1867 und dem 15. Oktober 1869 ausüben. Seine Amtszeit verlief ohne besondere Vorkommnisse. Nach Ablauf seiner zweiten Amtszeit widmete sich Page wieder seinen privaten und geschäftlichen Interessen. Im Jahr 1880 war er nochmals für eine Legislaturperiode Abgeordneter im Repräsentantenhaus seines Staates. Im Jahr 1885 stand er als Angeklagter vor Gericht, weil ihm die Rutland-Eisenbahngesellschaft die Veruntreuung von 120.000 Dollar vorwarf. Nach heutigem Wert wären das etwa 4 Millionen Dollar. Das brachte dem früheren Gouverneur zunächst einen schlechten Ruf ein. Das änderte sich aber nach dem vier Monate langen Prozess, der mit der Rehabilitierung von Page endete. Dieser starb kurz nach dem Urteil. John Page war zweimal verheiratet und hatte insgesamt neun Kinder.